# Феоктистов, Александр Фёдорович
Алекса́ндр Фёдорович Феокти́стов (28 февраля 1948, Кашира) — российский, ранее советский, шахматный композитор; международный мастер (1980), гроссмейстер России (1999) и международный гроссмейстер (2007) по шахматной композиции. Международный арбитр по шахматной композиции (1994). Председатель Комиссии по шахматной композиции РСФСР (1976—1984) и России (2011—2022).
После окончания МЭИ в 1972 году по специальности «прикладная математика» - служба с 1972 по 1974 годы в рядах СА. С 1974 работа в проектно-конструкторском бюро АСУ железнодорожного транспорта. В 1988 году за достижения в работе удостоен звания «Почётный железнодорожник». За годы работы прошёл путь от инженера до начальника отдела. Возглавлял разработку программного обеспечения автоматизированной системы управления грузовыми перевозками на железнодорожном транспорте. Данная система функционирует на сети дорог МПС и ОАО «РЖД» с 1982 года.
С 1966 опубликовал около 500 композиций разных жанров, преимущественно двух-, трёх- и многоходовки, обратный мат, кооперативный мат. На конкурсах удостоен около 400 отличий, в том числе примерно 270 призов (101 — первых). Финалист 5 личных чемпионатов СССР (1971—1983): 13-й чемпионат (1981) — 2-е (трёхходовки), 11-й (1973) и 14-й (1983) — 3-е места (многоходовки). Четырёхкратный чемпион СССР в составе команды РСФСР в командных чемпионатах СССР. Пятикратный чемпион мира в командных чемпионатах мира (WCCT) в составе сборной СССР (WCCT4) и сборной России (WCCT6-WCCT9). Капитан сборной России в WCCT6-WCCT9. Многократный призёр личных чемпионатов мира (WCCI) по составлению шахматных композиций. Чемпион мира 2010-2012 годов по разделу трёхходовок. Многократный чемпион России и РСФСР в личном зачете по составлению и решению шахматных композиций. Многократный призёр в личном зачете чемпионатов СССР по составлению и решению шахматных композиций.

## Семья
- Мать — Феоктистова (жен. Сотникова) Лидия Ивановна (р. 16.06.1923 - 06.07.2023 г.с., похоронена на главном кладбище г. Ожерелье недалеко от входа, если идти ровно прямо от входа то 10-20м. и слева - вместе с мужем и с младшим сыном)
- Отец — Феоктистов Фёдор Алексеевич (1921 года рождения.-1977 год смерти)
- Дяди и тёти по линии отца (дяди - Феоктистов Александр Алексеевич 1913 г.р., Феоктистов Михаил Алексеевич 1915 г.р., Феоктистов Сергей Алексеевич 1918 г.р. (все трое братьев погибли в первый месяц 1941 г. Великой Отечественной войны, одного из троих братьев Фёдор Алексеевич ездил захоронить то ли в Липецкую, то ли в Воронежскую область), Феоктистов Иван Алексеевич 1923 г.р. - умер годовалым(полиомиелит), тёти - Феоктистова Анастасия Алеексеевна 16.10.1925 г.р. - 21.03.2024 г.с. (похоронена в МО, г. Ступино, центральное кладбище города Ступино), Чепелева(дев. Феоктистова) Клавдия Алеексеевна 10.03.1928 г.р. - 09.02.2009 г.с. (похоронена в МО, г. Ожерелье, Каширский район), Куролесова(дев. Феоктистова) Валентина Алеексеевна 20.11.1931 г.р.).
- Брат — Феоктистов Михаил Фёдорович (07.05.1958 г.р. - 28.08.1993 г.с.).
- Дед — Феоктистов Алексей Андреевич (1888 г.р. - 1955 г.с.). Жил в деревне Романовское. Похоронен в МО, рядом в деревней Романовское - деревня Барабаново, городской округ Кашира.
- Бабушка — Феоктистова (жен. Киселева) Евдокия Ивановна (1890 г.р. - 1969 г.с.). Жила в деревне Романовское. Похоронена в МО, рядом в деревней Романовское - деревня Барабаново, городской округ Кашира.
- Двоюродный дед Феоктистов Иван Андреевич (был на несколько лет моложе своего брата Алексея Андреевича) - жил там же в деревне Романовское. У двоюродного деда было трое детей (Елена Феоктистова старшая дочь (переехала в Каширу-2, также был дом недалеко от ж.д. станции Тесна), Раиса Феоктистова средняя дочь (переехала в Каширу-2) и Николай Феоктистов младший сын (переехал в Каширу-2)).
- Первая жена  — Феоктистова(жен. Конова) Татьяна Николаевна (02.03.1950 г.р. - 16.08.2009 г.с.).
- Вторая жена  — Дегтярева Наталья Владимировна (10.10.1955 г.р.).

- Сын — Феоктистов Владимир Александрович (17.11.1982 г.р.)
  - внучка — Феоктистова Маргарита Владимировна (02.12.2012 г.р.)

## Задачи
|   | a | b | c | d | e | f | g | h |   |
| - | --- | --- | --- | --- | --- | --- | --- | --- | - |
| 8 | a8 чёрная ладья · e8 чёрный король · a7 чёрный слон · c7 чёрная пешка · e7 чёрная пешка · a6 белый ферзь · e6 белый король · f5 белый слон · e4 белый конь · d3 чёрная пешка · f3 чёрная ладья | a8 чёрная ладья · e8 чёрный король · a7 чёрный слон · c7 чёрная пешка · e7 чёрная пешка · a6 белый ферзь · e6 белый король · f5 белый слон · e4 белый конь · d3 чёрная пешка · f3 чёрная ладья | a8 чёрная ладья · e8 чёрный король · a7 чёрный слон · c7 чёрная пешка · e7 чёрная пешка · a6 белый ферзь · e6 белый король · f5 белый слон · e4 белый конь · d3 чёрная пешка · f3 чёрная ладья | a8 чёрная ладья · e8 чёрный король · a7 чёрный слон · c7 чёрная пешка · e7 чёрная пешка · a6 белый ферзь · e6 белый король · f5 белый слон · e4 белый конь · d3 чёрная пешка · f3 чёрная ладья | a8 чёрная ладья · e8 чёрный король · a7 чёрный слон · c7 чёрная пешка · e7 чёрная пешка · a6 белый ферзь · e6 белый король · f5 белый слон · e4 белый конь · d3 чёрная пешка · f3 чёрная ладья | a8 чёрная ладья · e8 чёрный король · a7 чёрный слон · c7 чёрная пешка · e7 чёрная пешка · a6 белый ферзь · e6 белый король · f5 белый слон · e4 белый конь · d3 чёрная пешка · f3 чёрная ладья | a8 чёрная ладья · e8 чёрный король · a7 чёрный слон · c7 чёрная пешка · e7 чёрная пешка · a6 белый ферзь · e6 белый король · f5 белый слон · e4 белый конь · d3 чёрная пешка · f3 чёрная ладья | a8 чёрная ладья · e8 чёрный король · a7 чёрный слон · c7 чёрная пешка · e7 чёрная пешка · a6 белый ферзь · e6 белый король · f5 белый слон · e4 белый конь · d3 чёрная пешка · f3 чёрная ладья | 8 |
| 7 | a8 чёрная ладья · e8 чёрный король · a7 чёрный слон · c7 чёрная пешка · e7 чёрная пешка · a6 белый ферзь · e6 белый король · f5 белый слон · e4 белый конь · d3 чёрная пешка · f3 чёрная ладья | a8 чёрная ладья · e8 чёрный король · a7 чёрный слон · c7 чёрная пешка · e7 чёрная пешка · a6 белый ферзь · e6 белый король · f5 белый слон · e4 белый конь · d3 чёрная пешка · f3 чёрная ладья | a8 чёрная ладья · e8 чёрный король · a7 чёрный слон · c7 чёрная пешка · e7 чёрная пешка · a6 белый ферзь · e6 белый король · f5 белый слон · e4 белый конь · d3 чёрная пешка · f3 чёрная ладья | a8 чёрная ладья · e8 чёрный король · a7 чёрный слон · c7 чёрная пешка · e7 чёрная пешка · a6 белый ферзь · e6 белый король · f5 белый слон · e4 белый конь · d3 чёрная пешка · f3 чёрная ладья | a8 чёрная ладья · e8 чёрный король · a7 чёрный слон · c7 чёрная пешка · e7 чёрная пешка · a6 белый ферзь · e6 белый король · f5 белый слон · e4 белый конь · d3 чёрная пешка · f3 чёрная ладья | a8 чёрная ладья · e8 чёрный король · a7 чёрный слон · c7 чёрная пешка · e7 чёрная пешка · a6 белый ферзь · e6 белый король · f5 белый слон · e4 белый конь · d3 чёрная пешка · f3 чёрная ладья | a8 чёрная ладья · e8 чёрный король · a7 чёрный слон · c7 чёрная пешка · e7 чёрная пешка · a6 белый ферзь · e6 белый король · f5 белый слон · e4 белый конь · d3 чёрная пешка · f3 чёрная ладья | a8 чёрная ладья · e8 чёрный король · a7 чёрный слон · c7 чёрная пешка · e7 чёрная пешка · a6 белый ферзь · e6 белый король · f5 белый слон · e4 белый конь · d3 чёрная пешка · f3 чёрная ладья | 7 |
| 6 | a8 чёрная ладья · e8 чёрный король · a7 чёрный слон · c7 чёрная пешка · e7 чёрная пешка · a6 белый ферзь · e6 белый король · f5 белый слон · e4 белый конь · d3 чёрная пешка · f3 чёрная ладья | a8 чёрная ладья · e8 чёрный король · a7 чёрный слон · c7 чёрная пешка · e7 чёрная пешка · a6 белый ферзь · e6 белый король · f5 белый слон · e4 белый конь · d3 чёрная пешка · f3 чёрная ладья | a8 чёрная ладья · e8 чёрный король · a7 чёрный слон · c7 чёрная пешка · e7 чёрная пешка · a6 белый ферзь · e6 белый король · f5 белый слон · e4 белый конь · d3 чёрная пешка · f3 чёрная ладья | a8 чёрная ладья · e8 чёрный король · a7 чёрный слон · c7 чёрная пешка · e7 чёрная пешка · a6 белый ферзь · e6 белый король · f5 белый слон · e4 белый конь · d3 чёрная пешка · f3 чёрная ладья | a8 чёрная ладья · e8 чёрный король · a7 чёрный слон · c7 чёрная пешка · e7 чёрная пешка · a6 белый ферзь · e6 белый король · f5 белый слон · e4 белый конь · d3 чёрная пешка · f3 чёрная ладья | a8 чёрная ладья · e8 чёрный король · a7 чёрный слон · c7 чёрная пешка · e7 чёрная пешка · a6 белый ферзь · e6 белый король · f5 белый слон · e4 белый конь · d3 чёрная пешка · f3 чёрная ладья | a8 чёрная ладья · e8 чёрный король · a7 чёрный слон · c7 чёрная пешка · e7 чёрная пешка · a6 белый ферзь · e6 белый король · f5 белый слон · e4 белый конь · d3 чёрная пешка · f3 чёрная ладья | a8 чёрная ладья · e8 чёрный король · a7 чёрный слон · c7 чёрная пешка · e7 чёрная пешка · a6 белый ферзь · e6 белый король · f5 белый слон · e4 белый конь · d3 чёрная пешка · f3 чёрная ладья | 6 |
| 5 | a8 чёрная ладья · e8 чёрный король · a7 чёрный слон · c7 чёрная пешка · e7 чёрная пешка · a6 белый ферзь · e6 белый король · f5 белый слон · e4 белый конь · d3 чёрная пешка · f3 чёрная ладья | a8 чёрная ладья · e8 чёрный король · a7 чёрный слон · c7 чёрная пешка · e7 чёрная пешка · a6 белый ферзь · e6 белый король · f5 белый слон · e4 белый конь · d3 чёрная пешка · f3 чёрная ладья | a8 чёрная ладья · e8 чёрный король · a7 чёрный слон · c7 чёрная пешка · e7 чёрная пешка · a6 белый ферзь · e6 белый король · f5 белый слон · e4 белый конь · d3 чёрная пешка · f3 чёрная ладья | a8 чёрная ладья · e8 чёрный король · a7 чёрный слон · c7 чёрная пешка · e7 чёрная пешка · a6 белый ферзь · e6 белый король · f5 белый слон · e4 белый конь · d3 чёрная пешка · f3 чёрная ладья | a8 чёрная ладья · e8 чёрный король · a7 чёрный слон · c7 чёрная пешка · e7 чёрная пешка · a6 белый ферзь · e6 белый король · f5 белый слон · e4 белый конь · d3 чёрная пешка · f3 чёрная ладья | a8 чёрная ладья · e8 чёрный король · a7 чёрный слон · c7 чёрная пешка · e7 чёрная пешка · a6 белый ферзь · e6 белый король · f5 белый слон · e4 белый конь · d3 чёрная пешка · f3 чёрная ладья | a8 чёрная ладья · e8 чёрный король · a7 чёрный слон · c7 чёрная пешка · e7 чёрная пешка · a6 белый ферзь · e6 белый король · f5 белый слон · e4 белый конь · d3 чёрная пешка · f3 чёрная ладья | a8 чёрная ладья · e8 чёрный король · a7 чёрный слон · c7 чёрная пешка · e7 чёрная пешка · a6 белый ферзь · e6 белый король · f5 белый слон · e4 белый конь · d3 чёрная пешка · f3 чёрная ладья | 5 |
| 4 | a8 чёрная ладья · e8 чёрный король · a7 чёрный слон · c7 чёрная пешка · e7 чёрная пешка · a6 белый ферзь · e6 белый король · f5 белый слон · e4 белый конь · d3 чёрная пешка · f3 чёрная ладья | a8 чёрная ладья · e8 чёрный король · a7 чёрный слон · c7 чёрная пешка · e7 чёрная пешка · a6 белый ферзь · e6 белый король · f5 белый слон · e4 белый конь · d3 чёрная пешка · f3 чёрная ладья | a8 чёрная ладья · e8 чёрный король · a7 чёрный слон · c7 чёрная пешка · e7 чёрная пешка · a6 белый ферзь · e6 белый король · f5 белый слон · e4 белый конь · d3 чёрная пешка · f3 чёрная ладья | a8 чёрная ладья · e8 чёрный король · a7 чёрный слон · c7 чёрная пешка · e7 чёрная пешка · a6 белый ферзь · e6 белый король · f5 белый слон · e4 белый конь · d3 чёрная пешка · f3 чёрная ладья | a8 чёрная ладья · e8 чёрный король · a7 чёрный слон · c7 чёрная пешка · e7 чёрная пешка · a6 белый ферзь · e6 белый король · f5 белый слон · e4 белый конь · d3 чёрная пешка · f3 чёрная ладья | a8 чёрная ладья · e8 чёрный король · a7 чёрный слон · c7 чёрная пешка · e7 чёрная пешка · a6 белый ферзь · e6 белый король · f5 белый слон · e4 белый конь · d3 чёрная пешка · f3 чёрная ладья | a8 чёрная ладья · e8 чёрный король · a7 чёрный слон · c7 чёрная пешка · e7 чёрная пешка · a6 белый ферзь · e6 белый король · f5 белый слон · e4 белый конь · d3 чёрная пешка · f3 чёрная ладья | a8 чёрная ладья · e8 чёрный король · a7 чёрный слон · c7 чёрная пешка · e7 чёрная пешка · a6 белый ферзь · e6 белый король · f5 белый слон · e4 белый конь · d3 чёрная пешка · f3 чёрная ладья | 4 |
| 3 | a8 чёрная ладья · e8 чёрный король · a7 чёрный слон · c7 чёрная пешка · e7 чёрная пешка · a6 белый ферзь · e6 белый король · f5 белый слон · e4 белый конь · d3 чёрная пешка · f3 чёрная ладья | a8 чёрная ладья · e8 чёрный король · a7 чёрный слон · c7 чёрная пешка · e7 чёрная пешка · a6 белый ферзь · e6 белый король · f5 белый слон · e4 белый конь · d3 чёрная пешка · f3 чёрная ладья | a8 чёрная ладья · e8 чёрный король · a7 чёрный слон · c7 чёрная пешка · e7 чёрная пешка · a6 белый ферзь · e6 белый король · f5 белый слон · e4 белый конь · d3 чёрная пешка · f3 чёрная ладья | a8 чёрная ладья · e8 чёрный король · a7 чёрный слон · c7 чёрная пешка · e7 чёрная пешка · a6 белый ферзь · e6 белый король · f5 белый слон · e4 белый конь · d3 чёрная пешка · f3 чёрная ладья | a8 чёрная ладья · e8 чёрный король · a7 чёрный слон · c7 чёрная пешка · e7 чёрная пешка · a6 белый ферзь · e6 белый король · f5 белый слон · e4 белый конь · d3 чёрная пешка · f3 чёрная ладья | a8 чёрная ладья · e8 чёрный король · a7 чёрный слон · c7 чёрная пешка · e7 чёрная пешка · a6 белый ферзь · e6 белый король · f5 белый слон · e4 белый конь · d3 чёрная пешка · f3 чёрная ладья | a8 чёрная ладья · e8 чёрный король · a7 чёрный слон · c7 чёрная пешка · e7 чёрная пешка · a6 белый ферзь · e6 белый король · f5 белый слон · e4 белый конь · d3 чёрная пешка · f3 чёрная ладья | a8 чёрная ладья · e8 чёрный король · a7 чёрный слон · c7 чёрная пешка · e7 чёрная пешка · a6 белый ферзь · e6 белый король · f5 белый слон · e4 белый конь · d3 чёрная пешка · f3 чёрная ладья | 3 |
| 2 | a8 чёрная ладья · e8 чёрный король · a7 чёрный слон · c7 чёрная пешка · e7 чёрная пешка · a6 белый ферзь · e6 белый король · f5 белый слон · e4 белый конь · d3 чёрная пешка · f3 чёрная ладья | a8 чёрная ладья · e8 чёрный король · a7 чёрный слон · c7 чёрная пешка · e7 чёрная пешка · a6 белый ферзь · e6 белый король · f5 белый слон · e4 белый конь · d3 чёрная пешка · f3 чёрная ладья | a8 чёрная ладья · e8 чёрный король · a7 чёрный слон · c7 чёрная пешка · e7 чёрная пешка · a6 белый ферзь · e6 белый король · f5 белый слон · e4 белый конь · d3 чёрная пешка · f3 чёрная ладья | a8 чёрная ладья · e8 чёрный король · a7 чёрный слон · c7 чёрная пешка · e7 чёрная пешка · a6 белый ферзь · e6 белый король · f5 белый слон · e4 белый конь · d3 чёрная пешка · f3 чёрная ладья | a8 чёрная ладья · e8 чёрный король · a7 чёрный слон · c7 чёрная пешка · e7 чёрная пешка · a6 белый ферзь · e6 белый король · f5 белый слон · e4 белый конь · d3 чёрная пешка · f3 чёрная ладья | a8 чёрная ладья · e8 чёрный король · a7 чёрный слон · c7 чёрная пешка · e7 чёрная пешка · a6 белый ферзь · e6 белый король · f5 белый слон · e4 белый конь · d3 чёрная пешка · f3 чёрная ладья | a8 чёрная ладья · e8 чёрный король · a7 чёрный слон · c7 чёрная пешка · e7 чёрная пешка · a6 белый ферзь · e6 белый король · f5 белый слон · e4 белый конь · d3 чёрная пешка · f3 чёрная ладья | a8 чёрная ладья · e8 чёрный король · a7 чёрный слон · c7 чёрная пешка · e7 чёрная пешка · a6 белый ферзь · e6 белый король · f5 белый слон · e4 белый конь · d3 чёрная пешка · f3 чёрная ладья | 2 |
| 1 | a8 чёрная ладья · e8 чёрный король · a7 чёрный слон · c7 чёрная пешка · e7 чёрная пешка · a6 белый ферзь · e6 белый король · f5 белый слон · e4 белый конь · d3 чёрная пешка · f3 чёрная ладья | a8 чёрная ладья · e8 чёрный король · a7 чёрный слон · c7 чёрная пешка · e7 чёрная пешка · a6 белый ферзь · e6 белый король · f5 белый слон · e4 белый конь · d3 чёрная пешка · f3 чёрная ладья | a8 чёрная ладья · e8 чёрный король · a7 чёрный слон · c7 чёрная пешка · e7 чёрная пешка · a6 белый ферзь · e6 белый король · f5 белый слон · e4 белый конь · d3 чёрная пешка · f3 чёрная ладья | a8 чёрная ладья · e8 чёрный король · a7 чёрный слон · c7 чёрная пешка · e7 чёрная пешка · a6 белый ферзь · e6 белый король · f5 белый слон · e4 белый конь · d3 чёрная пешка · f3 чёрная ладья | a8 чёрная ладья · e8 чёрный король · a7 чёрный слон · c7 чёрная пешка · e7 чёрная пешка · a6 белый ферзь · e6 белый король · f5 белый слон · e4 белый конь · d3 чёрная пешка · f3 чёрная ладья | a8 чёрная ладья · e8 чёрный король · a7 чёрный слон · c7 чёрная пешка · e7 чёрная пешка · a6 белый ферзь · e6 белый король · f5 белый слон · e4 белый конь · d3 чёрная пешка · f3 чёрная ладья | a8 чёрная ладья · e8 чёрный король · a7 чёрный слон · c7 чёрная пешка · e7 чёрная пешка · a6 белый ферзь · e6 белый король · f5 белый слон · e4 белый конь · d3 чёрная пешка · f3 чёрная ладья | a8 чёрная ладья · e8 чёрный король · a7 чёрный слон · c7 чёрная пешка · e7 чёрная пешка · a6 белый ферзь · e6 белый король · f5 белый слон · e4 белый конь · d3 чёрная пешка · f3 чёрная ладья | 1 |
|   | a | b | c | d | e | f | g | h |   |

1.Фа1! Л:f5 (1. ... Лh3 2.С:h3 0—0—0 3.Ф:а7 с быстрым матом) 

2.Фh8+ Лf8 3.Kf6+ ef 4.Фh1! 0—0—0 5.Фа8+ Сb8 6.Фа6# — правильный (чистый и экономичный) мат с возвратом белого ферзя на начальное место. 